# Believe (canção de Luna Sea)
"Believe" é o primeiro single da banda japonesa de rock Luna Sea, lançado em 24 de fevereiro de 1993 pela MCA Victor e incluído no álbum Eden. "Believe" foi composta por Sugizo e o lado B, "Claustrophobia", por Inoran. A versão presente no álbum é mixada de forma levemente diferente do single.
A canção foi incluída em vários álbuns de compilação da banda, como por exemplo Period -the Best Selection-, Complete Best e no álbum mais vendido da banda Singles, junto com "Claustrophobia".
Em 4 de maio de 2008, Luna Sea se reuniu por uma noite para o festival hide memorial summit e tocou "Believe" junto com o X Japan.

## Desempenho comercial
Alcançou a décima primeira posição na Oricon Singles Chart e permaneceu nas paradas por sete semanas.
No ano de 2000, foi certificado disco de Ouro pela Recording Industry Association of Japan (RIAJ) por vender mais de 200.000 cópias.

## Faixas
Todas as letras escritas por Ryuichi. 
| N.º            | Título           | Música         | Duração |  |
| 1.             | "Believe"        | Sugizo         | 4:04    |  |
| 2.             | "Claustrophobia" | Inoran         | 5:35    |  |
| Duração total: | Duração total:   | Duração total: | 9:39    |  |

## Ficha técnica

### Luna Sea
- Ryuichi - vocais
- Sugizo - guitarra, violino
- Inoran - guitarra
- J - baixo
- Shinya - bateria

## Desempenho nas paradas
| Parada (2013)        | Posição de pico |
| -------------------- | --------------- |
| Oricon Singles Chart | #11             |